# 부산광역시의 축제 목록
2004년 기준으로 대한민국 부산광역시에서 열리는 축제는 모두 44개다.

## 부산광역시의 축제 목록
| 지역       | 축제 명                        | 개최시기        | 주요 내용 |  |
| 부산광역시 | 부산바다축제                   | 8월             | 불꽃놀이, 가요제, 퍼레이드, 해변무용제,핀수영학교, 해상가요제, 해변달리기, 후리어로 작업 재현 등                        |  |
| 부산광역시 | 부산 국제 록 페스티벌          | 8월             | 국내외 락그룹 무료 라이브공연, 전국락페스티발 아마추어 경연대회 등                                                      |  |
| 부산광역시 | 해맞이 부산 축제               | 1월 1일         | 시민의종타종, 송년무음악 신년메시지, 시민대합창 등 해맞이 일출행사 공연, 뒤풀이                                         |  |
| 부산광역시 | 부산국제영화제                 | 10월            | 영화상영, PPP, 관객과대화, 핸드 프린팅, 세미나 등                                                                       |  |
| 부산광역시 | 부산불꽃축제                   | 10월            | 멀티미디어와 주변 경관을 이용한 불꽃 축제                                                                               |  |
| 부산광역시 | 부산 비엔날레                  | 격년 5월 ~ 10월 | 현대미술전, 바다미술제, 부산조각프로젝트                                                                                |  |
| 강서구     | 가덕도 대항숭어들이 축제       | 4월             | 숭어들이 시연, 숭어요리 시연 및 시식회, 가덕도 관광, 사진전시회 등                                                      |  |
| 강서구     | 해맞이 기장축제                | 1월 1일         | 지신밟기판굿, 모듬북 공연, 태평무, 어선 해상 불꽃 퍼레이드, 대북타고식 등                                               |  |
| 기장군     | 기장멸치축제                   | 4월             | 길놀이,멸치회 무료시식회, 멸치털기 및 멸치잡이 체험                                                                     |  |
| 기장군     | 칠암 붕장어축제                | 6월             | 전야제, 붕장어 요리경연대회, 무료시식회 붕장어잡기 체험                                                                 |  |
| 기장군     | 기장갯마을 마당극축제          | 8월 초          | 성황제, 자유무대, 시민참여마당, 초청연극 테마마당극「갯마을」                                                           |  |
| 기장군     | 철마 한우축제                  | 9월             | 한우 요리 경연대회, 한우 시식회, 가요경연                                                                               |  |
| 기장군     | 차성문화제                     | 10월            | 전야제, 문화행사, 민속행사, 부대행사                                                                                    |  |
| 기장군     | 연화리 붕장어 축제             | 10월            | 전야제, 붕장어 무료시식회, 붕장어잡기 체험, 바다체험                                                                    |  |
| 남구       | 오륙도축제                     | 10월            | 기원제, 전통혼례, 음악회, 체육대회, 걷기대회, 작품 전시회, 백일장, 민속놀이, 사생대회                                   |  |
| 동구       | 상해 거리 축제                 | 매년 10월       | 용춤, 사자춤, 경극, 한국춤 등, 중화요리가족 경연대회, 자장면 빨리먹기 등                                                |  |
| 동래구     | 동래 3.1 독립만세 재현         | 3월 1일         | 3.1 독립운동기념탑 화/분향, 만세거리 만세 재현, 3.1절 퀴즈 대회 및 학생백일장                                           |  |
| 동래구     | 동래충렬제                     | 10월            | 온천천 가족영화제, 동래부사행렬 및 동래야류 길놀이 재현, 전통민속경기                                                   |  |
| 북구       | 낙동 민속 달맞이 행사          | 2월 5일         | 당상제, 길놀이, 정월민속놀이, 구포대리, 지신밟기, 사물놀이, 월령기원제, 달집태우기, 쥐불놀이 등                         |  |
| 북구       | 구포장터 3.1만세운동 재현 행사 | 3월 중순        | 기념탑참배, 출정식재현행사, 3.1만세 운동기념 청소년 축제, 별신굿, 사생실기대회                                          |  |
| 북구       | 낙동민속 예술제                | 10월 중순       | 동대항줄다리기, 씨름대회, 동대항풍물경연, TAO공연, 구포대리지신밟기 등                                                  |  |
| 사상구     | 사상 강변 축제                 | 5월             | 강변예술제, 낙동강유역 민속전시회, 낙동민속놀이 재현, 생태탐방, 심포지엄                                                |  |
| 사상구     | 전통 달집 놀이                 | 2월             | 전통가장행렬, 민속놀이 및 공연, 월령기원제, 달집태우기, 쥐불놀이 및 강강수월래                                          |  |
| 사하구     | 다대포 해넘이축제              | 12월 31일       | 연날리기, 소원쓰기, 길놀이, 일몰채화, 송구영신제, 달집 태우기                                                           |  |
| 서구       | 구덕골 문화예술제              | 10월 중순       | 보부상재현길놀이, 부산 농악 등 무형문화재 공연, 백일장 등 문예행사                                                      |  |
| 서구       | 송도 바다 축제                 | 8월             | 송도해상가요제, 해변 음악회, 바다운동회, 모래조각전                                                                     |  |
| 서구       | 송도 해상 달집 축제            | 정월대보름      | 용왕제 등 제례행사, 민속놀이, 해상달집태우기                                                                            |  |
| 수영구     | 광안리 어방축제                | 4월             | 전통행사 진두어화 재현, 길놀이, 생선회 할인장터, 생선회 요리작품 경연 등                                                |  |
| 수영구     | 수영전통 달집놀이              | 2월 5일         | 달집 태우기, 소망연 쪽지달기, 전통민속공연 등                                                                           |  |
| 영도구     | 절영 축제                      | 10월 중         | 절영마 가두 행렬, 서예 백일장 사생대회, 아동극 공연 등                                                                  |  |
| 영도구     | 함지골 문화축제                | 10월 중         | 시조창, 판소리, 비나리 등 전통민속공연, 일본문화예술단 공연 등                                                          |  |
| 영도구     | 정월대보름 달집태우기          | 정월대보름      | 농악놀이, 월령기원제, 민요한마당 달집태우기, 쥐불놀이등                                                                 |  |
| 영도구     | 풍어제                         | 4월             | 서낭굿, 성황당맞이굿, 조상굿등 공연 용왕매김굿, 선상이벤트                                                              |  |
| 중구       | 힙합댄스 페스티벌              | 4월             | HIP-HOP Dance 대회 축하공연(Dance)                                                                                      |  |
| 중구       | 40계단 문화축제                | 6월             | 전통민속놀이, 가요콩쿨 대회, 전통음식 시식 전통생활 재현                                                                |  |
| 중구       | 광복로 Festival                | 10월            | 거리패션쇼 퍼포먼스 축하공연 등                                                                                         |  |
| 중구       | 부산자갈치 문화관광축제        | 10월            | 전야제(출어제), 만선제, 축하공연, 시민노래자랑, 자갈치아지매선발대회, 장어이어달리기, 맨손으로 장어잡기, 수산물깜짝경매 |  |
| 해운대구   | 해맞이 축제                    | 1월 1일         | 군악대 연주, 현대무용, 풍물굿 공연, 해맞이음악, 관악대 합주, 소망기원 풍선날리기 등                                     |  |
| 해운대구   | 달맞이 온천 축제               | 2월 4일 ~ 5일   | 길놀이, 달집태우기, 민속놀이, 온천무용극 공연, 월령기원제, 연날리기대회,촛불기원제 등                                   |  |
| 해운대구   | 북극곰수영대회                 | 1월 1일 ~ 12일  | 해운대 앞바다에서 한해의 건강을 기원하고 심신의 건강을 다지는 대회                                                      |  |
| 해운대구   | 달맞이 언덕 축제               | 4월 3일 ~ 5일   | 명사와 만남, 사색의 오솔길 걷기, 성악/연극 공연, 사생 대회, 시낭송회 등                                                 |  |
| 해운대구   | 해운대 바다 축제               | 8월 초          | 콘서트, 해변가요제, 아쿠아 에어로빅, 푸른음악회, 해변 영화제, 뮤직탱크                                                  |  |
| 해운대구   | 송정 해변 축제                 | 8월 초          | 가면과 함께 춤을, 도전 해변 기네스, 불꽃축제, 페이스 페인팅, 락 콘서트 등                                               |  |

끝

## 같이 보기
- 서울특별시의 축제 목록
- 대구광역시의 축제 목록
- 인천광역시의 축제 목록
- 광주광역시의 축제 목록
- 대전광역시의 축제 목록
- 울산광역시의 축제 목록
- 세종특별자치시의 축제 목록
- 경기도의 축제 목록
- 강원특별자치도의 축제 목록
- 충청북도의 축제 목록
- 충청남도의 축제 목록
- 전북특별자치도의 축제 목록
- 전라남도의 축제 목록
- 경상북도의 축제 목록
- 경상남도의 축제 목록
- 제주특별자치도의 축제 목록